# Prosopogryllacris
Prosopogryllacris is een geslacht van rechtvleugeligen uit de familie Gryllacrididae. De wetenschappelijke naam van dit geslacht is voor het eerst geldig gepubliceerd in 1937 door Karny.

## Soorten
Het geslacht Prosopogryllacris omvat de volgende soorten:
- Prosopogryllacris ceramensis Karny, 1924
- Prosopogryllacris chuukensis Vickery & Kevan, 1999
- Prosopogryllacris cylindrigera Karny, 1926
- Prosopogryllacris emdeni Karny, 1928
- Prosopogryllacris horvathi Griffini, 1909
- Prosopogryllacris iriomote Gorochov, 2002
- Prosopogryllacris japonica Matsumura & Shiraki, 1908
- Prosopogryllacris labaumei Griffini, 1912
- Prosopogryllacris melanophoxa Karny, 1930
- Prosopogryllacris multicolor Karny, 1928
- Prosopogryllacris okadai Ichikawa, 2001
- Prosopogryllacris palauensis Vickery & Kevan, 1999
- Prosopogryllacris palawanica Gorochov, 2005
- Prosopogryllacris paradoxa Karny, 1930
- Prosopogryllacris personata Serville, 1831
- Prosopogryllacris rotundimacula Ichikawa, 2001
- Prosopogryllacris sechellensis Bolívar, 1895
- Prosopogryllacris simulans Ichikawa, 2001
- Prosopogryllacris sumbaica Karny, 1937